# Теј Дигс
Скот Лео Бери (енгл. Scott Leo Berry; рођен у Њуарку, Њу Џерзи, 2. јануара 1971), познатији као Теј Дигс (енгл. Taye Diggs), амерички је позоришни, филмски и ТВ глумац.